# Corral d'en Pujol (Sant Pere de Ribes)
El Corral d'en Pujol és una obra de Sant Pere de Ribes (Garraf) protegida com a Bé Cultural d'Interès Local.

## Descripció
Masia situada al camí antic de la Carretera, després de les Casetes d'en Portacreu. Es tracta d'un antic corral que va ser ampliat i habilitat com a habitatge. Consta de dos cossos adossats de planta baixa i pis amb la coberta a una sola vessant, una lleugerament més alta que l'altra. Cadascuna consta d'un portal, la primera d'arc escarser arrebossat i la segona d'arc pla arrebossat. Al pis hi ha dues finestres d'arc pla arrebossat en cada cos. A la façana de mestral hi ha adossat un petit cos annex. El ràfec està acabat amb una imbricació de teules i rajoles ceràmiques. L'acabat exterior és arrebossat i pintat. L'edifici queda tancat per un baluard, que s'obre amb un portal amb llinda de fusta situat a xaloc. Dins del pati hi ha dos cossos annexes en estat ruïnós. Fora del recinte hi ha un cos modern adossat, d'un sol nivell d'alçat.

## Història
Segons consta en el llibre d'Apeo de l'any 1847, el Corral d'en Pujol pertanyia a Miquel Ballester, de Sitges.